# Marco Ritzberger
Marco Ritzberger (Triesen, 27 december 1986) is een Liechtensteins voormalig voetballer. Hij speelde zijn gehele carrière als verdediger voor FC Vaduz in de Zwitserse Challenge League. Ritzberger maakte deel uit van het Liechtensteins voetbalelftal tussen 2004 en 2012. Hij scoorde in 35 wedstrijden één doelpunt: op 10 augustus 2011 tegen buurland Zwitserland.